# Grémio Desportivo de Nhágar
O Grémio Desportivo de Nhágar, ou Nhágar, sediado no bairro de mesmo nome em Assomada, na ilha de Santiago, Cabo Verde, é um clube multiesportivo que disputa a Liga Santiago Norte (LSN) de futebol. 

## Campanha de 2014
Em 2014, o Grémio Desportivo de Nhágar conquistou o bicampeonato da Liga Santiago Norte na categoria sub-17 ao derrotar o Portas Abertas, de Santa Cruz, por 5-2. Sob a liderança do treinador C-Jay Heleno, a equipe manteve-se invicta e conquistou a vaga para representar Santiago Norte no Campeonato Nacional de sub-17 daquele ano.

## Temporadas 2014-2017
| Temporada | Div | Pos | Pts   | J | V | E | D | G.M. | G.S. | Diff. |
| 2014      | 1   | 3   | 8 pts | 5 | 2 | 2 | 1 | 6    | 5    | +1    |

| Temporada | Div | Pos | Pts    | J  | V  | E | D  | G.M. | G.S. | Diff. |
| 2013-14   | 2   | 1   | -      | -  | -  | - | -  | -    | -    | -     |
| 2014-15   | 2   | 5   | 20 pts | 6  | 2  | 4 | 6  | 21   | 14   | +7    |
| 2015-16   | 2   | 2   | 34 pts | 25 | 10 | 4 | 11 | 37   | 36   | +1    |
| 2016-17   | 2   | 3   | 38 pts | 22 | 11 | 6 | 5  | 38   | 29   | +9    |